# Vsévolod Bobrov
Vsévolod Mijáilovich Bobrov (en ruso: Всеволод Михайлович Бобров) (Morshansk, Unión Soviética 1 de diciembre de 1922-1 de julio de 1979) fue un deportista soviético que destacó tanto en fútbol, como en hockey sobre hielo y bandy a nivel profesional. Es considerado uno de los mejores y más completos atletas rusos de la historia.
Como futbolista destacó en el CSKA Moscú, el equipo del Ejército Rojo, y fue internacional con la selección de la Unión Soviética, con quien disputó los Juegos Olímpicos de 1952. Cuatro años más tarde compitió y ganó la medalla de oro con la selección de hockey soviética en los Juegos Olímpicos de Invierno de 1956.

## Biografía
Bobrov nació en Morshansk, pero en 1925 la familia se trasladó Sestroretsk, cerca de Leningrado (hoy San Petersburgo). Desde muy joven él y su hermano Vladimir fueron muy aficionados al hockey y fútbol. En 1938, los hermanos Bobrov fueron invitados a jugar con el Dynamo Leningrado. En el mismo año, Vladimir entró en el Instituto Militar de Mecánica de Leningrado (actualmente Universidad Técnica Estatal del Báltico Dmitry Ustinov) y Vsevolod después de su graduación trabajó como fabricante de herramientas hasta el comienzo de la Segunda Guerra Mundial, cuando fue evacuado a Omsk.

## Carrera deportiva

### Como futbolista
Después de servir en el Ejército Rojo durante la Segunda Guerra Mundial fue invitado a jugar al fútbol para el club del ejército, el CSKA Moscú en 1945. En 1953 el CSKA fue disuelto por órdenes del gobierno estalinista tras el fracaso de la selección soviética en los Juegos Olímpicos de 1952, donde participó el futbolista, y Bobrov tuvo que marcharse al VVS Moscú (el club de Vasili Stalin). Acabó su carrera futbolística en el Spartak. Ganó el campeonato soviético tres ocasiones, marcando 97 goles en sólo 116 partidos.
En 1945 Vsevolod fue invitado por el Dinamo Moscú para la gira que el equipo disputó en Gran Bretaña y en la que anotó seis goles contra equipos como el Chelsea, Arsenal y Rangers. Con el equipo nacional de la Unión Soviética jugó tres partidos y marcó cinco goles en total, incluyendo un hat-trick contra Yugoslavia en los Juegos Olímpicos de 1952.
Desde 1952 hasta 1978 desarrolló su carrera como entrenador de fútbol. Bobrov entrenó al CSKA en diferentes periodos, al FC Chornomorets Odessa y al Kairat Almaty.

### Como jugador de hockey
Vsevolod Bobrov comenzó a jugar al hockey sobre hielo en el CSKA un año después de su inicio el fútbol, en 1946. Su carrera como jugador en este deporte se prolongó hasta 1957, pero entre 1950 y 1953 —al igual que en fútbol— jugó en el VVS. Aunque el fútbol fue el primer deporte de Bobrov, su éxito en el hockey sobre hielo fue aún mayor. En 1950, un accidente aéreo mató a casi toda la selección soviética de hockey sobre hielo, a pesar de que había sido suprimida por el gobierno soviético. Bobrov sobrevivió al accidente al viajar por ferrocarril. En el campeonato soviético se proclamó campeón en siete ocasiones y anotó un sorprendente registro de 254 goles en 130 partidos.
Bobrov jugó en el equipo nacional soviético en los Juegos Olímpicos de Invierno de 1956, convirtiéndose en uno de los pocos atletas que participó tanto en los juegos de verano como los de invierno. Bobrov ayudó a llevar a su país a la medalla de oro, y también ganó el campeonato del mundo en 1954 y 1956. En total, marcó 89 goles en 59 partidos con su selección. En el hockey sobre hielo de Rusia, se dio su nombre a una lista exclusiva de jugadores, el club Bobrov, a aquellos que anotan más de 250 goles en su carrera.